# Ball If I Want To
Ball If I Want To è un singolo del rapper statunitense DaBaby, pubblicato il 18 giugno 2021.

## Video musicale
Il videoclip è stato pubblicato in concomitanza con l'uscita del brano sul canale YouTube dell'artista. Diretto dallo stesso DaBaby (al suo debutto come regista), esso mostra un vivace gruppo di studenti delle scuole superiori in una sessione di studio in biblioteca, cheerleader che twerkano in classe, una lotta per il cibo nella mensa e altri imbrogli sul campo da basket.

## Tracce
Testi e musiche di Jonathan Kirk, David Doman e Daniel Levin.
1. Ball If I Want To – 1:52

## Classifiche
| Classifica (2021) | Posizione massima |
| ----------------- | ----------------- |
| Canada            | 48                |
| Stati Uniti       | 39                |